# Diospyros walkeri
Diospyros walkeri là một loài thực vật có hoa trong họ Thị. Loài này được (Wight) Gürke mô tả khoa học đầu tiên năm 1891.